# 杵渕正巳
杵渕 正巳（きねふち まさみ、1959年10月28日 - ）は、日本の外交官。法務省大臣官房審議官や、ナッシュビル総領事、駐東ティモール特命全権大使を経て、駐ボスニア・ヘルツェゴビナ特命全権大使。

## 経歴・人物

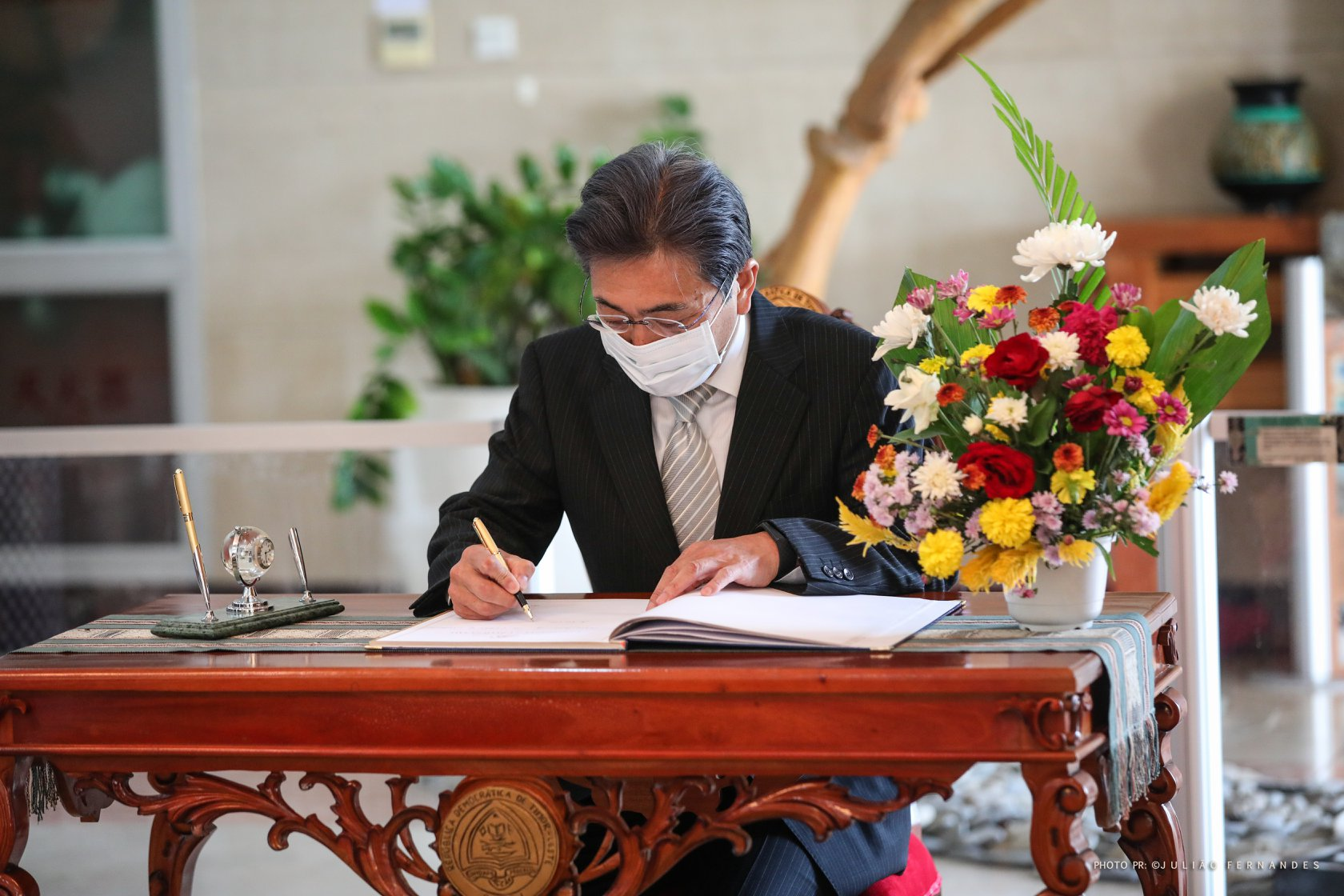
新型コロナウイルス感染症の流行 (2019年-)を受けマスクを着用し東ティモール大統領宮殿にて（2020年）

新潟県小千谷市出身。1981年防衛大学校人文社会科学専攻科卒業。同期に岡部俊哉陸上幕僚長、菊地豊伊豆市長など。1983年外務省入省。米国研修を受け、1986年ジョンズ・ホプキンズ大学ポール・H・ニッツェ高等国際関係大学院修了、修士。1988年外務省国際情報局企画課課長補佐。1991年外務省経済協力局有償資金協力課課長補佐。1993年外務省アジア大洋州局南西アジア課首席事務官。1997年在カナダ日本国大使館一等書記官。1999年在パキスタン日本国大使館一等書記官。2000年同参事官。2001年外務省経済協力局調査計画課企画官兼国別計画策定室長。2002年国際協力銀行開発第一部第一班課長。2004年外務省大臣官房考査・政策評価官。2005年外務省大臣官房情報通信課長。2007年在オーストラリア日本国大使館参事官。2008年同公使（次席）。2010年在エジプト日本国大使館公使（次席）。2013年法務省大臣官房審議官（入国管理局担当）。2015年ナッシュビル総領事。2018年アジア福祉教育財団難民事業本部長。2020年2月5日駐東ティモール特命全権大使。2022年10月21日、駐ボスニア・ヘルツェゴビナ特命全権大使。

## 同期
- 相川一俊（23年EU大使・20年イラン大使）
- 相星孝一（21年韓国大使・18年イスラエル大使・14年ASEAN大使）
- 尾池厚之（23年ジュネーブ代表部大使・20年ユネスコ大使）
- 小笠原一郎（19年軍縮会議大使・16年マダガスカル大使）
- 奥山爾朗（22年ヨルダン大使）
- 片山和之（23年日本台湾交流協会台北事務所長・20年ペルー大使）
- 金杉憲治（23年中国大使）
- 木村元（20年モザンビーク大使）
- 新美潤（22年OECD大使）
- 丸山則夫（22年アイルランド大使）
- 水内龍太（22年オーストリア大使・20年ザンビア大使）
- 水鳥真美（18年国連事務総長特別代表）
- 道上尚史（23年ブルガリア大使・21年ミクロネシア連邦大使）
- 南博（22年オランダ大使）
- 宮原信孝（18年笹川平和財団研究員）
- 村林弘文（21年在ヒューストン日本国総領事）
- 森健良（21年外務事務次官）
- 山﨑和之（23年国連大使）
- 山田滝雄（20年ベトナム大使・17年ユネスコ大使・10年ASEAN大使）
- 山本広行（23年ベラルーシ大使・20年トルクメニスタン大使）
- 和田充広（21年パキスタン大使）